# 哈尔滨医科大学附属第一医院
哈尔滨医科大学附属第一医院 (英語：First Affiliated Hospital of Harbin Medical University)创立于1949年，是一所集医疗、科研、教学、预防、保健、康复为一体的大型综合三级甲等医院，位于中华人民共和国黑龙江省哈尔滨市南岗区邮政街23号，拥有床位6073张，现有员工5669人，卫生技术人员5195人，副高职以上专业人员1755人。

## 科室设置
哈尔滨医科大学附属第一医院拥有54个临床科室。